# Kommunitarisme
Kommunitarisme er en politisk-filosofisk opfattelse om, at fællesskabet (eng.: community, deraf navnet) er det primære i samfundet – og altså ikke individet, staten eller nationen.
Kommunitarismen opstod i 1980'erne blandt en række politiske filosoffer i USA, der var kritiske overfor liberalismen som den blev udlagt af både den socialliberale John Rawls og den neoliberalistiske Robert Nozick. Kritikken går på liberalismens økonomiske, kulturelle og moralske betoning af værdier som individuel frihed og fokus på personlig succes og egen levevis. De kommunitaristiske tænkere var ligeledes kritiske overfor socialismen og marxismen, idet de mente, at disse i for høj grad lod staten gå forud for fællesskabet. I begyndelsen af 1990'erne formulerede kommunitaristerne et egentligt poltisk mål: at bekæmpe fællesskabets opløsning og medborgerdydernes moralske forfald. 
De centrale kommunitaristiske idéer er:
- Der findes ingen tilstand forud for fællesskabet. Mennesket har ikke etableret fællesskabet for at opnå bestemte mål – det har altid eksisteret.
- Fællesskabet er bygget på nogle fælles værdier, som alle i fællesskabet anerkender.
- Initiativer i værdifællesskabet kommer nedefra – ikke fra staten.
- Fællesskabets værdier er dybt rodfæstet i traditioner.

Filosofferne Alasdair MacIntyre, Charles Taylor og Michael Walzer regnes sammen med sociologen Amitai Etzioni, der har skrevet det kommunitaristiske manifest, som de største tilhængere af kommunitarismen.